# Альфредо Моралес
Альфредо Моралес (англ. Alfredo Morales, нар. 12 травня 1990, Берлін) — німецький і американський футболіст, захисник клубу «Нью-Йорк Сіті» та національної збірної США.

## Клубна кар'єра
У дорослому футболі дебютував 2007 року виступами за другу команду берлінської «Герти». З 2010 року почав залучатися до головної команди «Герти», в якій протягом наступних трьох сезонів провів лише 20 матчів чемпіонату.
До складу клубу «Інгольштадт 04» приєднався 2013 року. Грав в цьому клубі 5 років, виходив на поле в 142 матчах.
16 травня 2018 перейшов до «Фортуни» з Дюссельдорфу.

## Виступи за збірні
Протягом 2008-2009 років залучався до складу молодіжної збірної США. На молодіжному рівні зіграв у 4 офіційних матчах.
2013 року отримав свій перший виклик до національної збірної США та дебютував у її складі.